# Егорьевский укрупнённый сельский район
Егорьевский укрупнённый сельский район — административно-территориальная единица в составе Московской области РСФСР в 1963—1965 гг.

## Описание
В конце 1962 года в Московской области было реорганизовано административно-территориальное деление. Это было вызвано разделением органов управления страной по производственному принципу — на промышленные и сельские. Егорьевский укрупнённый сельский район стал одним из 12 укрупнённых сельских районов, образованных в новых границах вместо 34 упразднённых районов Московской области.
Район был образован в соответствии с объединённым решением исполнительных комитетов промышленного и сельского областных Советов от 30 декабря 1962 года и утверждён указом Президиума Верховного совета РСФСР от 1 февраля 1963 года, а его состав и административно-территориальное деление определены объединённым решением промышленного и сельского исполкомов области от 27 апреля 1963 года.
В состав района вошли сельские территории 33 сельских советов двух упразднённых районов — Егорьевского и Шатурского. Административным центром стал город Егорьевск.
Таким образом, в Егорьевский укрупнённый сельский район были включены:
- Бережковский, Бобковский, Больше-Гридинский, Двоенский, Ефремовский, Клеменовский, Колычевский, Коробятский, Куплиямский, Лесковский, Подрядниковский, Починковский, Раменский, Саввинский и Селиваниховский сельсоветы из Егорьевского района;
- Алексино-Туголесский, Алексино-Шатурский, Бордуковский, Бородинский, Власовский, Дмитровский, Кривандинский, Лекинский, Михайловский, Новосидоровский, Петровский, Пустошинский, Пышлицкий, Семёновский, Середниковский, Тельминский, Харлампеевский и Шараповский сельсоветы из Шатурского района.

Из административного подчинения рабочему посёлку Фосфоритный Егорьевского района был выведен населённый пункт Лесной и передан в подчинение городу Егорьевску, а посёлки Дубовое и Пустоши бывшего Шатурского района — городу Шатуре, хотя ранее предполагалось оставить их в составе сельского района.
31 августа 1963 г. из Бородинского сельсовета Пышлицкому сельсовету были переданы населённые пункты Великодворье и Фрол.
В конце 1964 года разделение органов управления по производственному принципу было признано нецелесообразным и указом Президиума Верховного совета РСФСР от 21 ноября и исполняющим его решением Мособлисполкома от 11 января 1965 года все укрупнённые сельские районы Московской области были упразднены и восстановлены обычные районы, в частности Егорьевский и Шатурский на территории Егорьевского укрупнённого сельского района, при этом в Егорьевский район перешли Алексино-Шатурский, Бережковский, Бобковский, Больше-Гридинский, Двоенский, Ефремовский, Клеменовский, Колычевский, Коробятский, Куплиямский, Лесковский, Подрядниковский, Починковский, Раменский, Саввинский и Селиваниховский сельсоветы, а в Шатурский район — Алексино-Туголесский, Бордуковский, Бородинский, Власовский, Дмитровский, Кривандинский, Лекинский, Михайловский, Новосидоровский, Петровский, Пустошинский, Пышлицкий, Семёновский, Середниковский, Тельминский, Харлампеевский и Шараповский сельсоветы.